# Xã Spring, Quận Lincoln, Arkansas
Xã Spring (tiếng Anh: Spring Township) là một xã thuộc quận Lincoln, tiểu bang Arkansas, Hoa Kỳ. Năm 2010, dân số của xã này là 765 người.